# 최경숙
최경숙(1951년 ~ )은 대한민국의 요리 연구가이다. 1980년 남편의 일본 발령을 계기로 요리에 입문, 일본의 요리연구가 나까시로 히로미 선생을 사사하였다. 귀국후인 1984년, 방배동에 요리교실을 열어 실용적인 가정요리를 강의하여 인기를 얻었다. 일명 <방배동 선생>으로 불리며 재벌,명문가 며느리 및 유명 연예인의 요리 선생님으로 유명세를 타기도 했다. 1993년부터 <라맘마 꾸시나> 요리교실을 운영하고 있다.

## 저서
- <지금 엄마는 요리중> (1992년) (행림출판사)
- <방배동선생 최경숙의 우리집 요리> (1999년) (동아일보사)
- <최경숙의 20년 빵맛> (1999년) (서울문화사)
- <방배동 선생 최경숙의 기초 가정요리 - 양식> (2001년) (동아일보사)
- <방배동 선생 최경숙의 기초 가정요리 - 일식> (2001년) (동아일보사)
- <방배동 선생 최경숙의 기초 가정요리 - 중식> (2001년) (동아일보사)
- <방배동 선생 최경숙의 기초한식 - 국물요리> (2004년) (동아일보사)
- <방배동 선생 최경숙의 기초한식 - 매일반찬> (2004년) (동아일보사)
- <4가지 천연 국물과 2가지 맛간장만 있으면 다 되는 요리> (2007년) (동아일보사)